# 제90전투비행대대
제90전투비행대대(90th Fighter Squadron (90th FS))는 미국 공군의 비행대대로, 제3전투비행단의 예하 부대이다. 알래스카 엘먼도프-리처드슨 합동기지에 주둔하며 F-22 전투기를 운용한다.

## 역사
2004년 대한민국 광주 공군기지에 제90전투비행대대가 배치되었다. 8월에 비행대대는 F-15E 12대를 로테이션으로 배치했다. 이 부대는 일시적으로 제90원정전투비행대대로 지정되었고 제3항공원정대 산하에 배속되었다. 광주에 배치된 동안 비행대대는 한반도 상공을 1100회 이상 비행했다.
제90전투비행대대와 제525전투비행대대는 2007년부터 F-22 랩터를 사용중이다. 두 전투비행대대는 알래스카 엘먼도프-리처드슨 합동기지에 배치되어 있다. 525 FS와 달리 90 FS는 한국 전쟁에 참전하는 등, 한국을 지원한 역사가 있다. 엘먼도프에서 한국에 까지는 공중급유를 통한 10시간 정도 논스톱 비행으로 즉시 전개가 가능하다.
미 공군은 2007년 8월 미 본토 이외의 지역으로는 처음으로 알래스카주 엘먼도프 공군기지에 F-22 1개 비행대대를 정식 배치했다. 워싱턴 군사소식통은 "미 공군의 이번 전력배치 로드맵의 핵심은 미 공군이 '전략적 트라이앵글'로 삼고 있는 괌, 하와이, 알래스카 공군기지에 최첨단.고성능 무기들을 전진배치하는 것"이라면서 "앞으로 이들 3개 지역 기지의 역할이 더욱 중요해질 것"이라고 분석했다.
알래스카에는 엘먼도프-리처드슨 합동기지와 아일슨 공군기지가 유명한데, 엘먼도프에는 F-22 40대, 아일슨에는 F-35A 54대가 배치되어, 유사시 한반도에 10시간만에 100대 정도의 스텔스 전투기가 전개될 수 있다.

## 전투기
- F-15E Strike Eagle (1994–2007)
- F-22 Raptor (2007 – 현재)